# Antoine-Grimald Monnet
Antoine-Grimald Monnet (* 1734 in Champeix; † 23. Mai 1817 in Paris) war ein französischer Geologe und Generalinspekteur des Bergbaus in Frankreich. Mit Jean-Étienne Guettard schuf er die erste geologische Karte Frankreichs in Form eines Atlas von Mineralvorkommen.

## Leben
Monnet kam aus bescheidenen Verhältnissen und ging in Paris (und Nantes) in die Apothekerlehre, wobei er sich hauptsächlich im Selbststudium Chemie beibrachte. Er fand angesehene Förderer (unter anderem den Sohn von Chrétien-Guillaume de Lamoignon de Malesherbes), gab Chemiekurse und trug vor der Akademie der Wissenschaften über die Zusammensetzung von Mineralquellen vor (publiziert 1768). Er wurde nach Deutschland geschickt, um dort 1770 den Bergbau zu studieren. Er veröffentlichte nach der Rückkehr eine freie Übersetzung des Buchs über Mineralogie von Axel Frederic Cronstedt und er veröffentlichte ein Buch über Bergbau, das im Wesentlichen auch aus deutschen Quellen (unter anderem des Bergrats der Bergbaustadt Freiberg) kompiliert war, aber auch einige eigene Beobachtungen enthielt. 1776 wurde er Generalinspektor des Bergbaus. Das war ein neu geschaffener Titel, zuvor gab es nur Kommissare, die vom Finanzministerium bezahlt wurden. Er wurde beauftragt, die Arbeit von Jean-Étienne Guettard (und von Antoine Lavoisier) über die Mineralienvorkommen in Frankreich und deren Kartierung fortzusetzen und bereiste dazu ganz Frankreich. Der so entstandene Atlas minéralogique de la France erschien ab 1780. Er veröffentlichte ein Jahr zuvor 1779 ein neues System der Mineralogie. Nach der Revolution war er 1794 bis zu seiner Pensionierung 1802 erneut als Inspektor im Corps des Mines und half bei der Reorganisation.
Seine geologische Arbeit in Fortsetzung derer von Guettard wurde unter anderem von Lavoisier kritisiert, der ihm mangelndes Verständnis grundlegender geologischer Fakten (wie Kontinuität in der Schichtung) und Aneignung von Lavoisiers Leistungen und denen von Guettard vorwarf. Auch in der Chemie war er noch einer der letzten Anhänger der Phlogiston-Theorie, die von Lavoisier damals längst widerlegt war, und auch in der Mineralogie mangelte es ihm an Verständnis für die neuen Ideen von René-Just Haüy, gegen die er polemisierte. Hier tat er es mit Balthazar Georges Sage (1740–1824), gleich, dem ersten Direktor der École des Mines von 1783 bis 1790, der als Wissenschaftler ebenfalls einen zweifelhaften Ruf genoss, aber administrative Fähigkeiten besaß.
Er hinterließ zahlreiche Manuskripte in der École des Mines, seine Leistung als Wissenschaftler tritt aber hinter der des Vermittlers des vor allem in Deutschland und Skandinavien gewonnenen Bergbauwissens in Frankreich zurück. Weitere Bergbauexperten, die ausländisches Wissen nach Frankreich brachten, waren zuvor Gabriel Jars und Jean-Pierre-François Guillot-Duhamel (1730–1816), die ebenfalls Deutschland bereisten.
Er war Mitglied verschiedener ausländischer Akademien, so in Stockholm und Turin.